# Les Huckfield
Les Huckfield (n. 7 aprilie 1942) este un om politic britanic, membru al Parlamentului European în perioada 1984-1989 din partea Regatului Unit.